# Austroagalloides obliquus
Austroagalloides obliquus (лат.) — вид прыгающих насекомых рода Austroagalloides из семейства цикадок (Cicadellidae). Эндемики Австралии (обнаружены только на юго-востоке материка: Новый Южный Уэльс, Тасмания, Виктория). Длина около 6 мм. Окраска желтовато-коричневая с чёрными отметинами. Лабрум узкий. Встречаются на деревьях и кустарниках. Цилиндрической формы цикадки; голова короткая, округлённая. Макросетальная формула задних бёдер равна 2+0. Глаза крупные, так что голова вместе с глазами выглядит шире пронотума. Первоначально вид был описан под названием Bythoscopus obliquus Walker, F. 1858.